# Vejle og Omegn ved Vintertid
|  | Denne artikel er oprettet af botten PalnaBot ud fra en ekstern database. Den kan derfor have sproglige fejl eller mangler. Denne skabelon kan fjernes efter kontrol af indholdet. |

Vejle og Omegn ved Vintertid er en film med ukendt instruktør.

## Handling
Vejle. Vinter. Snelandskab omkring en å. Dæmning. Kørsel med slæde og hestetrukken kane. Vandmølle i funktion. Vandløb. Det risler i åen. Natur.